# Melbeck
Melbeck er en kommune i den sydlige del af Landkreis Lüneburg i den tyske delstat Niedersachsen, og er administrationsby i Samtgemeinde Ilmenau. En del af kommunen ligger i Naturpark Lüneburger Heide.

## Nabokommuner
Melbeck ligger lige syd for Lüneburg, mod nordøst danner floden Ilmenau grænsen til kommunen Deutsch Evern, mod sydøst Bienenbüttel i Landkreis Uelzen, mod syd Hanstedt ligeledes i Landkreis Uelzen. Mod syd ligger Barnstedt, mod vest Embsen og mod nordvest Häcklingen der er en del af Lüneburg.